# Dzirżywuj
Dzirżywuj – staropolskie imię męskie, złożone z członów Dzirży- ("trzymać") i -wuj ("wuj").